# Brioni (azienda)
Brioni è un'azienda italiana di abbigliamento maschile di proprietà del gruppo di lusso Kering. Fondata a Roma nel 1945, è conosciuta per i suoi abiti Bespoke (un abito su misura tagliato e imbastito a mano), le collezioni sartoriali pronte da indossare e i prodotti in pelle. Inoltre, produce accessori, occhiali e scarpe. Il principale stabilimento produttivo si trova a Penne in Abruzzo.
Nel 1952 Brioni ha organizzato la prima sfilata di moda uomo della storia, tenutasi a Palazzo Pitti. Nel 1985 Brioni ha fondato la Scuola di Alta Sartoria a Penne. La maison è stata poi acquisita nel 2011 dal gruppo francese Kering,  specializzato nei beni di lusso. Mehdi Benabadji è CEO di Brioni dal dicembre 2019, mentre dall'ottobre 2018 Norbert Stumpfl è il direttore creativo.

## Storia

### Gli esordi in via Barberini
Nel 1945 l'imprenditore Gaetano Savini e il sarto Nazareno Fonticoli aprono il primo negozio Brioni, una boutique di abiti maschili situata a Roma, in via Barberini 79. Il nome del brand si riferisce alle isole Brioni, un tempo parte del territorio italiano e ora parte della Croazia; note da sempre per la loro bellezza, e che negli anni 1920 spopolavano come mete vacanziere preferite dal jet set europeo. Il marchio desta subito l'attenzione di personalità importanti, come businessmen e capi di Stato, diventando sinonimo di lusso e potere. Negli anni 1950 è particolarmente amato dai divi di Hollywood come Clark Gable, John Wayne, e Cary Grant; che indossandolo danno ulteriore visibilità al brand. In seguito Brioni è stato tra i marchi preferiti di John Fitzgerald Kennedy ed Elvis Presley.
Nel 1952 Brioni inventa le sfilate di moda maschili: fino ad allora nessun brand di abiti da uomo organizzava eventi del genere, la prima si tenne all'interno di Palazzo Pitti, nella Sala Bianca. Altro primato del brand è stata la scelta di introdurre colori audaci e materiali leggeri, disegnando silhouette più sottili e senza spallatura. Lancia così la Peacock Revolution.
Altra invenzione di Brioni è il trunk show, un evento durante il quale le collezioni venivano presentate direttamente nei negozi, consentendo ai clienti di provare i capi e personalizzarli con il servizio su misura.
Nel 1959 Brioni avvia uno stabilimento produttivo a Penne, in Abruzzo, il Brioni Roman Style, che introduce il concetto di Prêt Couture e che fa decollare l'ascesa internazionale del marchio.

### La scuola e il metodo
Nel 1985 l'azienda decide di aprire una scuola superiore di sartoria per insegnare il metodo Brioniref: un abito Brioni richiede fino a 12 000 punti, di cui solo il 17% è visibile; e ogni completo richiede la lavorazione di oltre 200 persone. L'attenzione dell'azienda è da sempre posta sul metodo artigianale, ed è proprio questo il tratto distintivo della moda Brioni. La sede scelta per la scuola è Penne, per rimarcare il legame con il centro di produzione, è altamente selettiva e gli studenti sono tenuti a imparare le tecniche sartoriali e le lingue straniere.

### L'internazionalizzazione
Negli anni 1950 il marchio aveva già iniziato la distribuzione negli Stati Uniti, presentandosi al pubblico oltre oceano con un tour di nove sfilate in giro per gli States. Nel 1985 Brioni corona l'espansione negli Stati Uniti aprendo una boutique a New York nel Fisher Building sulla 52ª Strada; parallelamente il marchio si espande anche come grossista. Nel 1990 Umberto Angeloni, già socio di Brioni, viene nominato amministratore delegato, e guida il marchio verso una produzione diversificata: dall'abbigliamento sportivo agli accessori, all'inserimento di una linea femminile, Lady Brioni.
Nel 2006 Angeloni viene sostituito dalla collaborazione tra Antonella de Simone, Andrea Perrone, e Antonio Bianchini. Nel 2007 Angeloni decide di vendere le sue quote di Brioni. Nel 2009, l'espansione dell'azienda subisce un arresto a causa della crisi economica, ma Brioni ha sempre rifiutato di delocalizzare la produzione, sfruttando invece il periodo per sperimentare nuovi mercati, lanciando ad esempio un profumo maschile. Successivamente Perrone viene nominato unico A.D., e nomina Alessandro Dell'Acqua come direttore creativo dell'abbigliamento femminile, un anno dopo il marchio interrompe la linea donna.

### La rinascita di Brioni
Nel 2011 Brioni è stato acquisito dal gruppo francese PPR, operante nel settore dei beni di lusso e poi rinominato Kering. Gli anni a venire sono stati un tormentato percorso di cambiamento per Brioni, che ha dovuto cercare con fatica la strada per reinventarsi, in un panorama in cui la moda urban e casual stava spopolando tra i giovani, soppiantando l'abito classico. Durante la transizione è stato Francesco Pesci a essere nominato amministratore delegato. Nel giugno 2012 Brendan Mullane viene nominato direttore creativo. La nuova immagine Brioni rielabora il classico e si contraddistingue per il taglio essenziale, le linee comode e un'eleganza mai costrittiva. Il nuovo stile Brioni utilizza elementi innovativi come l'inserimento di seta bianca, una nuova palette di tinte inusuali come il verde menta, tessuti dipinti a mano e kimono. Nel 2014 viene lanciato anche Brioni Eau de Toilette.
Nel 2014 Gianluca Flore prende il posto di Pesci come amministratore delegato e a marzo 2016 nomina Justin O'Shea come nuovo direttore creativo, che con le sue scelte stilistiche prova a conquistare una nuova fascia di clientela, ma lascia il suo ruolo dopo appena sei mesi.
Nel marzo 2017, Fabrizio Malverdi diventa il nuovo A.D. di Brioni e nomina Nina-Maria Nitsche come direttore creativo, è quest'ultima ad aver donato nuova vita allo storico marchio. Nel luglio 2018 però Nina-Maria Nitsche lascia Brioni: il suo stile è stato descritto come elegante ma "troppo sicuro".
Nell'ottobre del 2018 al suo posto subentra il designer austriaco Norbert Stumpfl, che introduce un abito dallo stile più minimale, puntando tutto sui tessuti sontuosi.. Cashmere, seta, vigogna e pelle scamosciata spopolano nelle nuove collezioni, creando un'atmosfera informale.. Nel 2019, Mehdi Benabadji è stato nominato amministratore delegato di Brioni.

## Descrizione

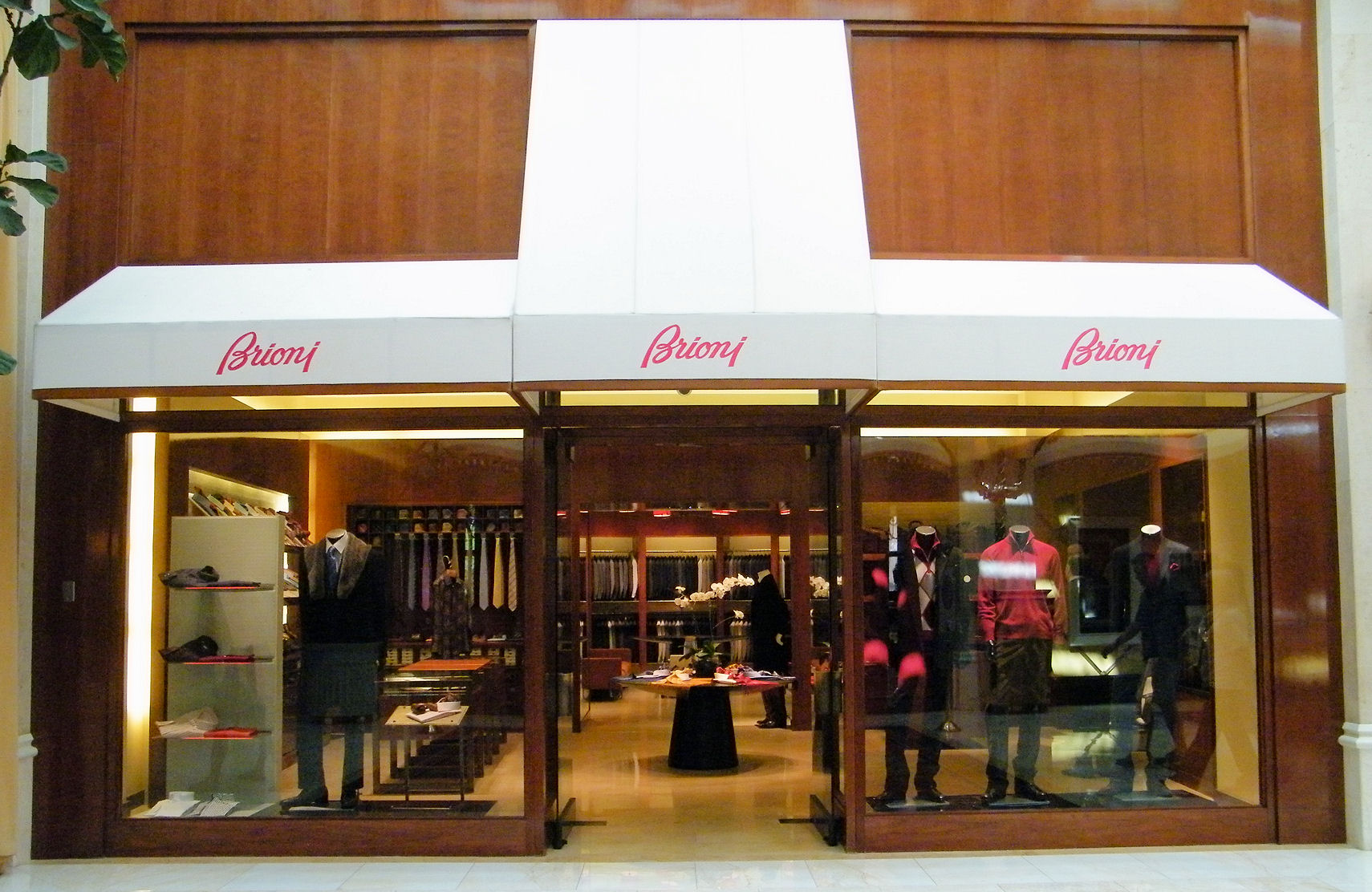
Una boutique Brioni al Wynn Las Vegas (2009)

Brioni è una maison di alta moda maschile italiana con sede a Roma, internazionalmente riconosciuta nel settore dei beni di lusso. Brioni è specializzata in prêt-à-porter sartoriale da uomo, pelletteria, scarpe, occhiali e profumi, e fornisce un servizio su misura. Nel 2020, Brioni gestisce trenta negozi e ha 1 350 dipendenti, di cui 1 000 sarti negli stabilimenti di produzione.
Dal 1985 Brioni gestisce la Scuola di Alta Sartoria situata vicino allo stabilimento di Penne, in Abruzzo, dove insegna il suo speciale metodo di lavorazione. Un abito su misura richiede 200 sarti e specialisti del controllo qualità prima della spedizione. Una giacca Brioni richiede 12 000 punti, solo il 17% dei quali sono visibili esternamente, gli indumenti poi vengono stirati e vaporizzati circa 80 volte per allungare il tessuto.
Brioni ha collaborato con star iconiche del mondo dello spettacolo per le sue campagne pubblicitarie, le cosiddette "Tailoring Legends": Samuel L. Jackson  e Sir Anthony Hopkins  nel 2017, Harvey Keitel  e Pierce Brosnan nel 2018, Matt Dillon nel 2019, Brad Pitt nel 2020.

## Controllo

### Amministratori delegati
- 1990-2006: Umberto Angeloni
- 2006-2009: Antonella de Simone, Andrea Perrone, Antonio Bianchini
- 2009-2010: Andrea Perrone
- 2010-2014: Francesco Pesci
- 2014-2017: Gianluca Flore
- 2017-2019: Fabrizio Malverdi
- 2019-attualmente: Medhi Benabadji

### Direttori creativi
- 2013-2016: Brendan Mullane
- 2016: Justin O'Shea
- 2017-2018: Nina-Maria Nitsche
- 2018-attualmente: Norbert Stumpfl

## Nella cultura popolare
Nel film russo Loveless (Nelyuobov) del 2017, due donne parlano del capo di un'azienda, fondamentalista ortodosso, con una gran barba, ma che "indossa un abito Brioni". Brioni ha vestito il personaggio iconico James Bond in tutti i suoi film, da quelli interpretati da Pierce Brosnan come ad esempio Goldeneye (uscito nel 1995), fino ad arrivare agli interpreti più recenti di 007 come Daniel Craig in Casino Royale (2006). Nel film American Psycho, uscito nel 2000 e poi diventato un cult cinematografico, Patrick Bateman (interpretato da Christian Bale) indossa una cravatta Brioni. Nella serie televisiva Suits, nell'episodio nove della seconda stagione, Louis Litt nel giorno della sua nomina a senior partner indossa un completo Brioni.